# 中西部太平洋まぐろ類条約
中西部太平洋まぐろ類条約（ちゅうせいぶたいへいようまぐろるいじょうやく、WCPFC、英: Convention for the Conservation and Management of Highly Migratory Fish Stocks in the Western and Central Pacific Ocean）は、中西部太平洋における高度回遊性魚類資源の保存および持続可能な利用を確保することを目的とする多国間条約である。正式名称は、西部及び中部太平洋における高度回遊性魚類資源の保存及び管理に関する条約。
- 本条約の条文は、条数のみ記載する。

日本は2005年7月8日に加入書を寄託し、同年8月7日に日本について効力が生じた。

## 構成
- 第1部 - 総則
- 第2部 - 高度回遊性魚類資源の保存及び管理
- 第3部 - 西部及び中部太平洋における高度回遊性魚類資源の保存及び管理のための委員会
  - 第1節 - 総則
    - 中西部太平洋まぐろ類委員会の設立および任務等について規定する。

  - 第2節 - 科学的情報及び助言
  - 第3節 - 技術・遵守専門委員会
  - 第4節 - 事務局
  - 第5節 - 委員会の財政措置
  - 第6節 - 意思決定
  - 第7節 - 透明性及び他の機関との協力
- 第4部 - 委員会の構成国の義務
- 第5部 - 旗国の義務
- 第6部 - 遵守及び取締り
- 第7部 - 地域オブザーバー計画及び転載の規制
- 第8部 - 開発途上国の要請
- 第9部 - 紛争の平和的解決
- 第10部 - この条約の非締約国
- 第11部 - 信義誠実及び権利の濫用
- 第12部 - 最終規定
- 附属書1 - 漁業主体
- 附属書2 - 再検討協議会
- 附属書3 - 漁獲の条件
- 附属書4 - 必要な情報